# Arad Benkö
Arad Benkö (* 1970) ist ein österreichischer Diplomat und derzeit Botschafter in der Ukraine.

## Lebenslauf

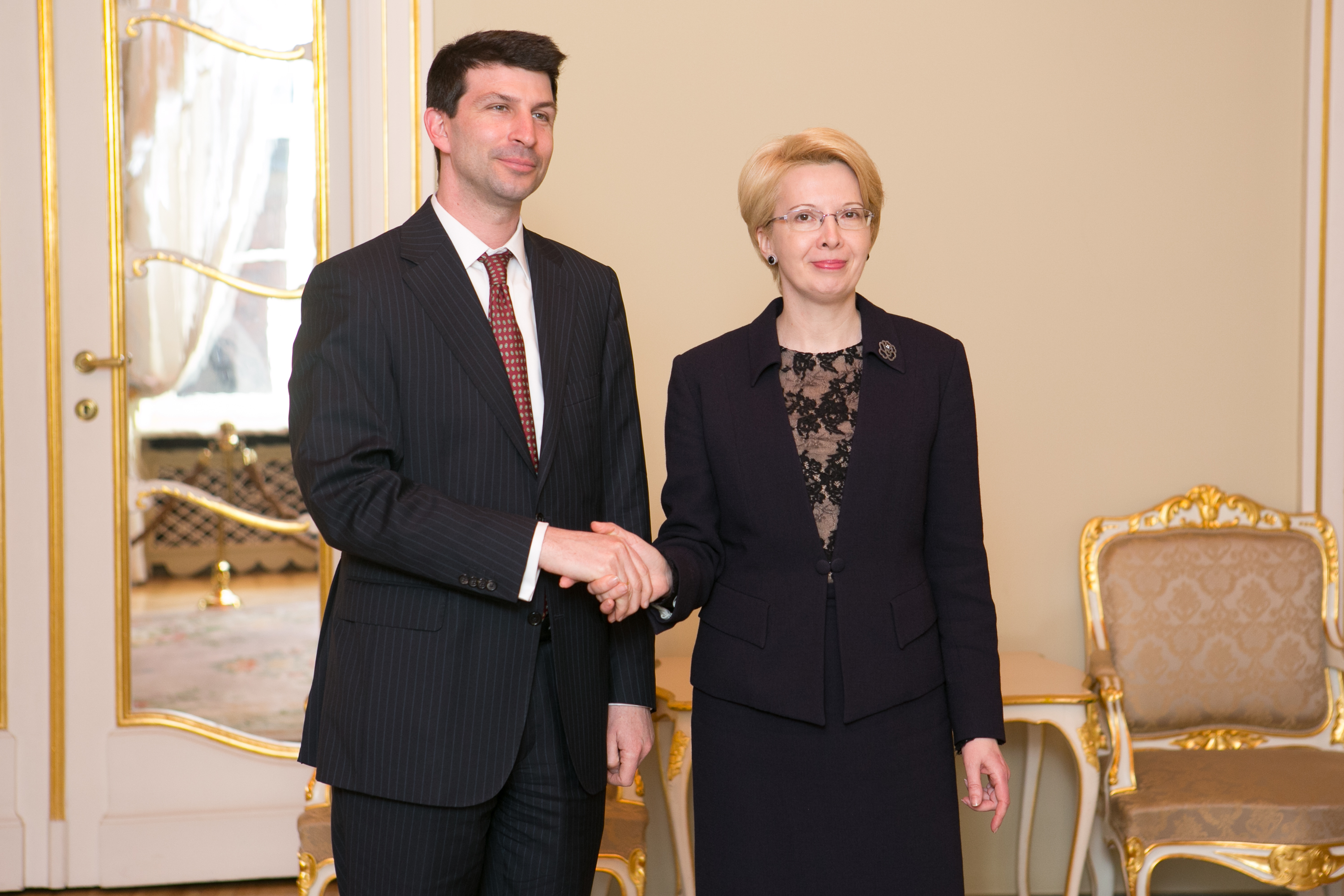
Arad Benkö mit der lettischen Parlamentssprecherin Ināra Mūrniece (2015)

Arad Benkö studierte 1990–1996 und 1996–1999 (Doktorat) an der Universität Wien, dazwischen 1991/1992 am King’s College London und 1996/1997 postgraduate am College of Europe in Brügge.
März 1998 begann er seine Laufbahn im Außenministerium  und wurde 1999 Attaché an der Österreichischen Botschaft in Bonn (Deutschland). 2000 auf 2001 fungierte er als politischer Berater des UN-Sonderbeauftragten in Pristina bei der Kosovo-United Nations Administration Mission (UNMIK). 2002 bis 2005 hatte Benkö den Posten des stellvertretenden Botschafters an der Österreichischen Botschaft Bukarest (Rumänien) inne, dann übernahm er die Koordination des Politischen und Sicherheitspolitischen Komitees an der Österreichischen Vertretung Brüssel. 2006 bis 2009 fungierte er als Direktor des Kulturforums Tel Aviv und Pressesprecher der Botschaft in Israel. Im Anschluss arbeitete er als stellvertretender Leiter der Abteilung EU-Koordination im BMeiA in Wien.
Im Jänner 2015 wurde Benkö zum letzten Österreichischen Botschafter in Lettland berufen (akkreditiert 17. Februar). Die Botschaft wurde unter seiner Leitung geschlossen. Im September 2016 wurde er Botschafter an der neuen Österreichischen Botschaft in Tiflis. Seit August 2022 ist er Botschafter der Österreichischen Botschaft in Kyjiw.

## Publikationen (Auswahl)
- Die Mittelmeerpolitik der Europäischen Union. Band 26 von Arbeitspapiere, Österreichisches Institut für Internationale Politik, 2000.
- Stabilisierungsziele und Maßnahmen der EU in Südosteuropa. In: Zur Problematik der Stabilisierung des Westbalkans. (5/00), Dezember 2000, ISBN 3-901328-48-3 (bundesheer.at, abstract und download).